# 长果微孔草
长果微孔草（学名：Microula turbinata）为紫草科微孔草属的植物，为中国的特有植物。分布在中国大陆的甘肃、四川、青海、陕西等地，生长于海拔3,000米至3,900米的地区，见于高山草地，目前尚未由人工引种栽培。